# Karatsu
Karatsu (唐津市 Karatsu-shi??) è una città giapponese della prefettura di Saga sull'isola di Kyushu. Il suo nome è composto dalle parole giapponesi Cina (唐 kara), e porto (津 tsu), che mostrano l'importanza storica come porto commerciale tra il Giappone, la Cina e la Corea.

## Geografia fisica
L'area centrale di Karatsu, che non include le vecchie città e i villaggi del distretto di Higashimatsuura, ha una popolazione di 78.386 abitanti. Il 1º marzo del 2010 la città aveva una popolazione stimata di 127.766 abitanti e una densità di popolazione di 262 persone per km². L'area totale è di 487,42 km². Nel gennaio 2005 le città di Chinzei, Hamatama, Hizen, Kyūragi, Ōchi e Yobuko furono inglobati in Karatsu, mentre nel gennaio 2006 fu la volta anche del villaggio di Nanayama.
A causa della sua vicinanza con il continente asiatico, Karatsu è conosciuta come il contatto con Cina e Corea. Le montagne più prossime sono il monte Sakurei (887.1 m), il monte Hachiman (763.6 m) e il monte Tonbo (535 m).

## Comuni inglobati
- Prefettura di Saga
  - Genkai
  - Imari
  - Saga
  - Takeo
  - Taku
- Prefettura di Fukuoka
  - Itoshima

## Storia
Sotto ritsuryō, l'attuale area cittadina era parte della Provincia di Hizen. Nel 1591, venne costruito il castello Nagoya nella costa nord. L'anno successivo, il castello divenne il luogo dal quale venne iniziate la guerra Imjin da Toyotomi Hideyoshi. Durante il 1593 Terasawa Hirotaka creò il dominio Karatsu. nel 1602 per rimpiazzare il Castello di Nagoya, fu costruito il castello di Karatsu in quello che ora è il centro di Karatsu. La torred nel castello di Karatsu fu costruito nel 1966.
- 01-04-1889 - Il sistema municipale moderno viene fondato. L'attuale regione è formata da 1 città (Karatsu) e 19 villaggi (Hamasaki, Irino, Kagami, Karatsu, Kirigo, Kitahata, Kuri, Kyūragi, Minato, Mitsushima, Nagoya, Nanayama, Ōchi, Ōmura, Onizuka, Sashi, Uchiage e Yobuko).
- 07-28-1896 - Ōmura viene rinominata Tamashima.
- 01-07-1922 - Hamasaki viene elevata a città.
- 01-11-1922 - Nagoya cambia i kanji del suo nome.
- 01-01-1924 - Mitsushima viene incorporata nella città di Karatsu.
- 01-08-1928 - Yobuko viene elevata a città.
- 01-01-1931 - Il villaggio di Karatsu viene incorporata nella città di Karatsu.
- 01-01-1932 - La città di Karatsu viene elevata a città.
- 01-09-1935 - Sashi e Ōchi vengono entrambe elevate a città.
- 03-11-1941 - Sashi viene inglobata in Karatsu.
- 03-05-1952 - Kyūragi viene elevata a città.
- 01-11-1954 - Kagami, Kuri, Minato e Onizuka vengono inglobate in Karatsu.
- 03-09-1956 - Hamasaki e Tamashima vengono fuse per creare la città di Hamasaki-Tamashima; e Nagoya e Uchiage vengono fuse per creare la città di Chinzei.
- 01-11-1958 - Kirigo viene divisa e le sue parti vengono inglobate in Karatsu e Irino, e Irino viene elevata a città e il suo nome diventa Hizen.
- 01-11-1966 - Hamasaki-Tamashima viene rinominata Hamatama.
- 01-01-2005 - Karatsu assorbe Chinzei, Hamatama, Hizen, Kitahata, Kyūragi, Ōchi e Yobuko.
- 01-01-2006 - Nanayama viene inglobata in Karatsu.

## Cultura e turismo
Karatsu è famosa per il suo Karatsu Kunchi festival, che si svolge ogni anno dal 2 al 4 novembre ad è visitato da circa 500.000 turisti da tutto il Giappone. Il festiva consiste in 14 hikiyama (barche fatte da diversi strati di cartapesta) trasportati lungo la città. Regolarmente, durante il Karatsu Kunchi, le persone aprono le loro case ad amici e sconosciuti per mangiare e bere; l'obiettivi principali sono: godere il cibo, la birra e lo shochu, e avere conversazioni dal vivo.
Tra la stazione dei treni (唐津駅) e la fermata degli autobus (大手口バスセンター) c'è un centro commerciale di 170 metri che contiene molti negozi specializzati in Karatsu Kunchi omiyage.

### Yobuko
La vecchia città di Yobuko si è fusa con Karatsu il 1º gennaio 2005.
Yobuko è famosa per i suoi polpi freschi, gli ika (烏賊) (いか）, che viene offerto come sashimi, o può essere mangiato quando il polpo è ancora vivo. Yobuko attrae anche molti turisti locali che vanno a vedere lo Yobuko Big Bridge (呼子大橋).
Yobuko ha un festival conosciuto com Yobuko Tsunahiki (呼子大綱引), che si svolge annualmente il primo sabato e la prima domenica di Giugno. L'evento si svolge con una "guerra" tra due fazioni, i pescatori e gli agricoltori, e una leggenda locale afferma che se vince la fazione degli agricoltori si avrà un buon raccolto, viceversa se vince la fazione dei pescatori, ci sarà un ottimo anno di pesca.

### Spiagge
Hamatama è una delle spiagge più suggestive della Prefettura di Saga. Si trova vicino al centro di Karatsu e può essere raggiunta dalla Chikuhi Line.

## Amministrazione

### Gemellaggi
- Reihoku, Kumamoto, Giappone
- Yangzhou, Cina
- Yeosu, Corea del Sud
- Seogwipo, Corea del Sud

## Infrastrutture e trasporti

### Aria
Gli aeroporti più vicini sono il Saga Airport e il Fukuoka Airport.

### Treno
- JR Kyūshū
  - Linea Karatsu
    - Stazione di Kyūragi - Stazione di Iwaya - Stazione di Ōchi - Stazione di Honmutabe - Stazione di Yamamoto - Stazione di Onizuka - Stazione di Karatsu - Stazione di Nishi-Karatsu

  - Linea Chikuhi (connessa con la Metropolitana di Fukuoka Linea Kūkō)
    - (da Fukuoka) Stazione di Hamasaki - Stazione di Nijinomatsubara - Stazione di Higashi-Karatsu - Stazione di Watada - Stazione di Karatsu
    - (da Imari) Stazione di Honmutabe - Stazione di Hizen-Kubo - Stazione di Nishi-Ōchi - Stazione di Sari

### Strada
- Autostrade:
  - Autostrada Nishi-Kyūshū
- Strade nazionali:
  - Strada 202
  - Strada 203
  - Strada 204
  - Strada 323
  - Strada 382
- Principali strade della Prefettura:
  - Karatsu-Yobiko Strada 23
  - Imari-Hatagawachi-Kyūragi Strada 32
  - Karatsu-Hizen Strada 33
  - Kyūragi-Fuji Strada 37
  - Ōchi-Yamauchi Strada 38
  - Hamatama-Ōchi Strada 40
  - Hizen-Yobiko Strada 47
  - Karatsu-Kitahata Strada 50
  - Yamamoto-Hatatsu Strada 52